# Hemsö kyrka
Hemsö kyrka är en kyrkobyggnad på ön Hemsön i Härnösands stift. Den är församlingskyrka i Hemsö församling. Mittemot kyrkan ligger en församlingsgård.

## Kyrkobyggnaden
Träkyrka i nyklassicistisk stil som började byggas 1856 under byggmästare J Wassbergs ledning efter egen ritning. Tillstånd och ritning utförd av Axel Nyström vid Överintendentsämbetet kom dock först 1857 då församlingen hade hunnit så långt med bygget att den inte utan kostnader kunde ändra redan utfört arbete. Särskilt var det altarpredikstolen som hade föranlett diskussioner. Trots att kyrkan ej var färdigbyggd och ej heller invigd, togs den i bruk 1857. Den stod helt färdig med torn 1865, men invigdes inte förrän den 13 juni 1926 på församlingens begäran, mot dåvarande biskopens vilja, som ej kunde acceptera altarpredikstolen.Väggarna reveterades 1987-1988.
Kyrkan har en stomme av trä och består av långhus med rakt avslutat kor i öster och torn i väster. Söder och norr om koret finns små korsarmar.
Kyrkorummet är indelat i tre skepp med läktare i sidoskeppen. De bärs upp av kolonner med lotuskapitäl. Mittskeppets tak är ett tunnvalv av trä.

## Inventarier
- I koret finns en altarpredikstol som är målad i vitt och guld. Den är tillverkad 1864 av Lars Erik Hofrén.
- Även dopfunten och nummertavlorna är samtida med kyrkan.
- Orgeln med sex stämmor och pedal är tillverkad av Johannes Menzel Orgelbyggeri och installerad 1981.
- En förgylld votivfisk av trä hänger framför ingången till kyrkorummet.

## Bildgalleri

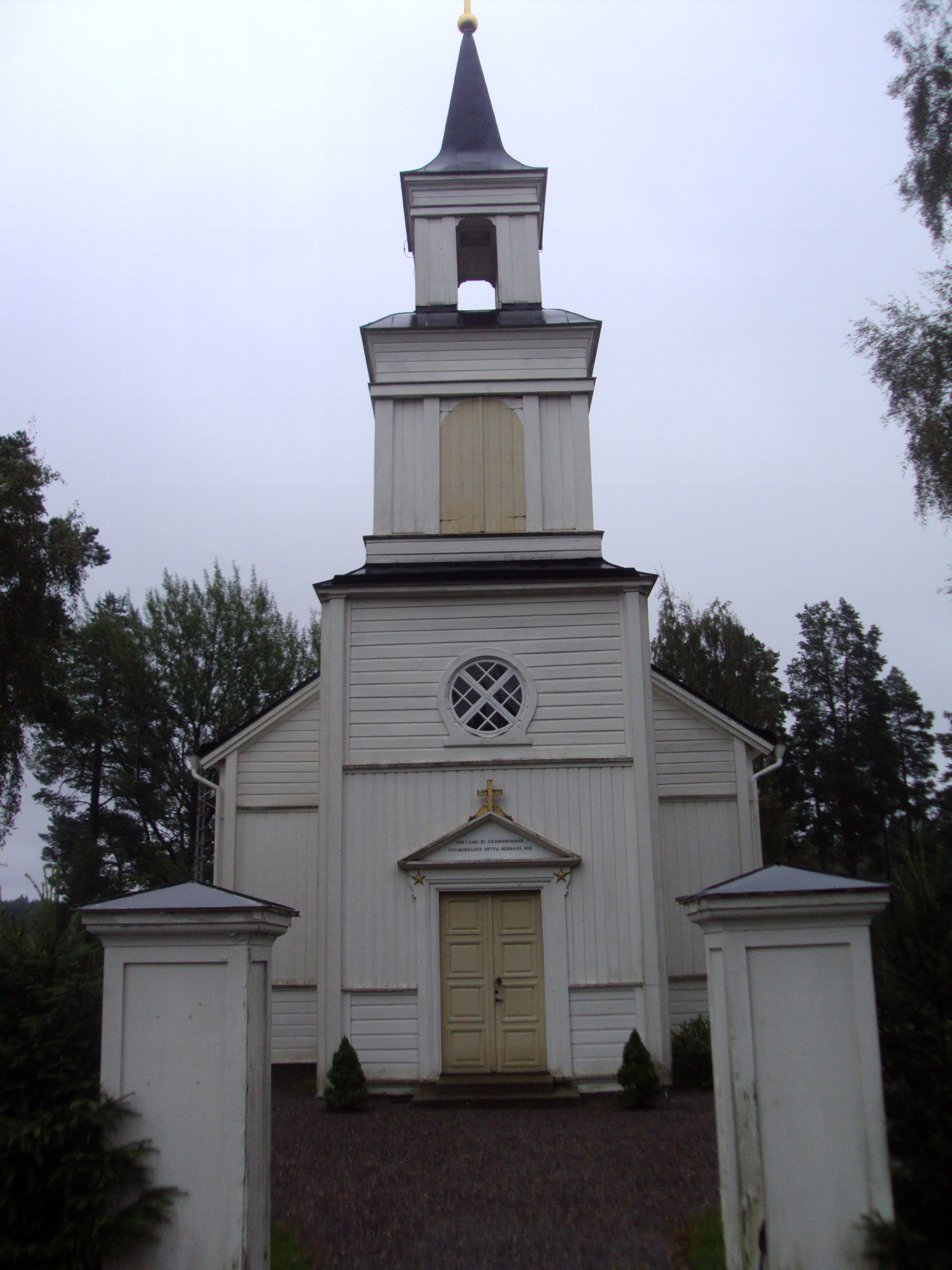
Vy mot huvudingången
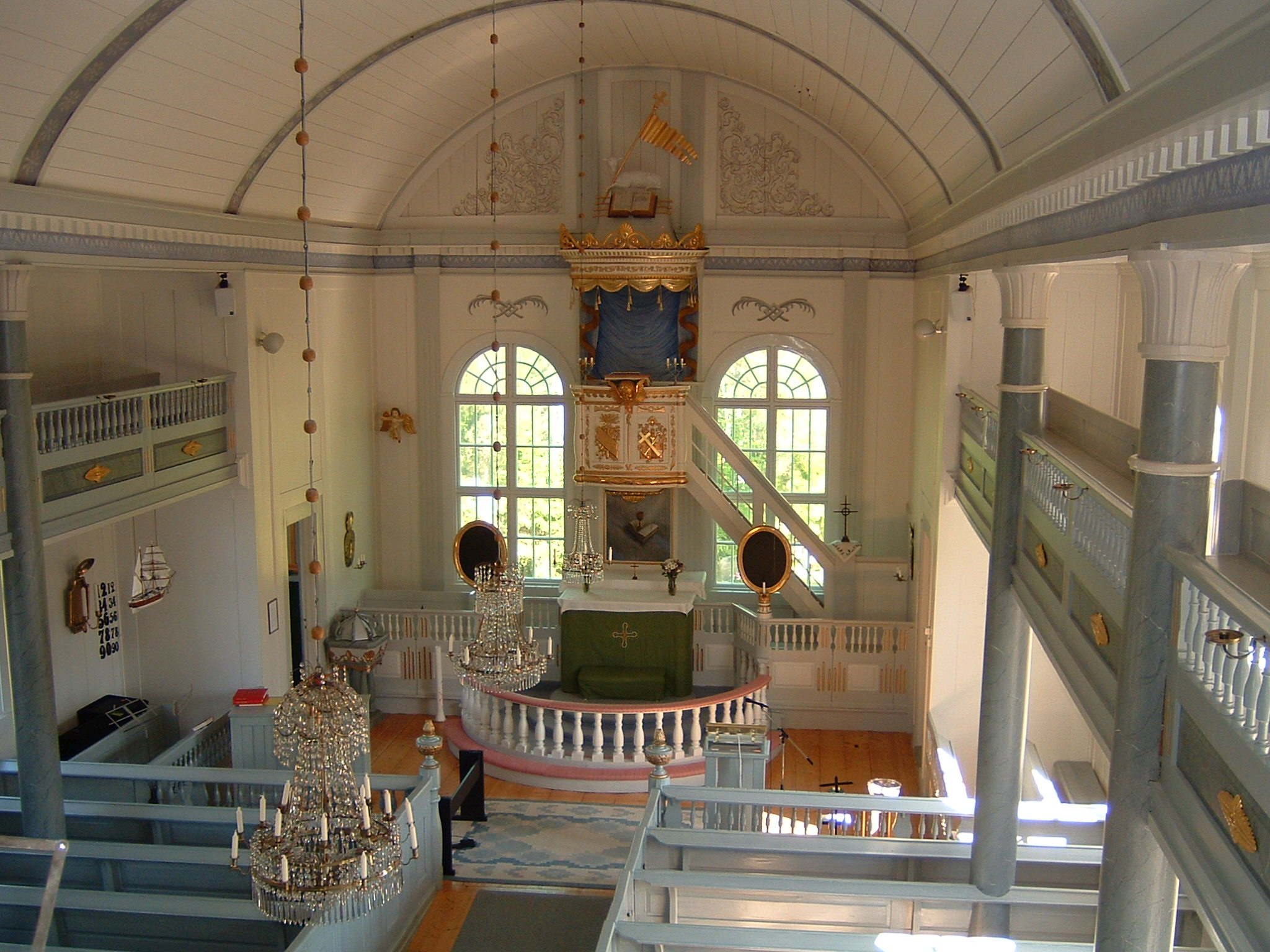
Kyrkorummet
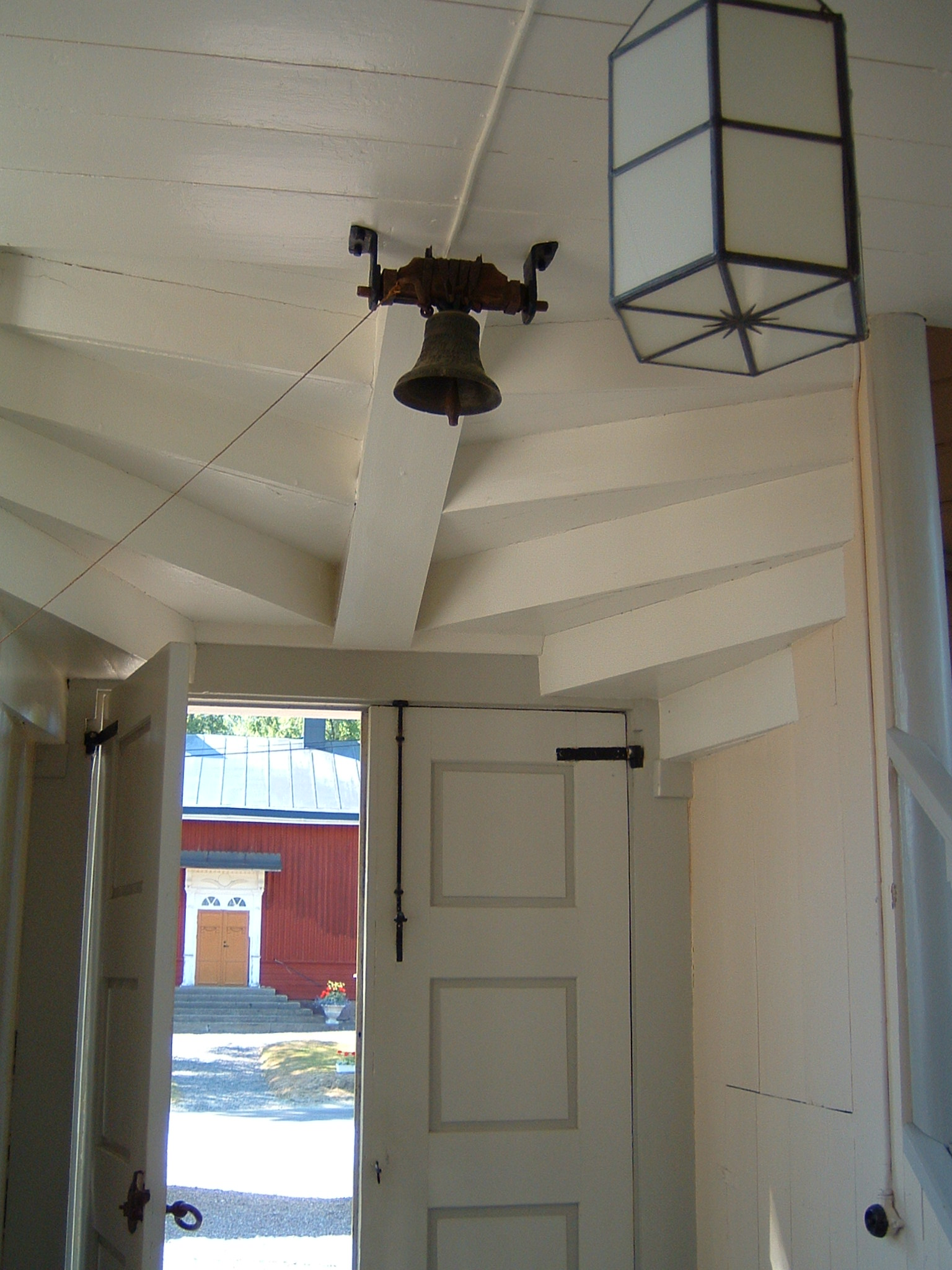
Från ingången
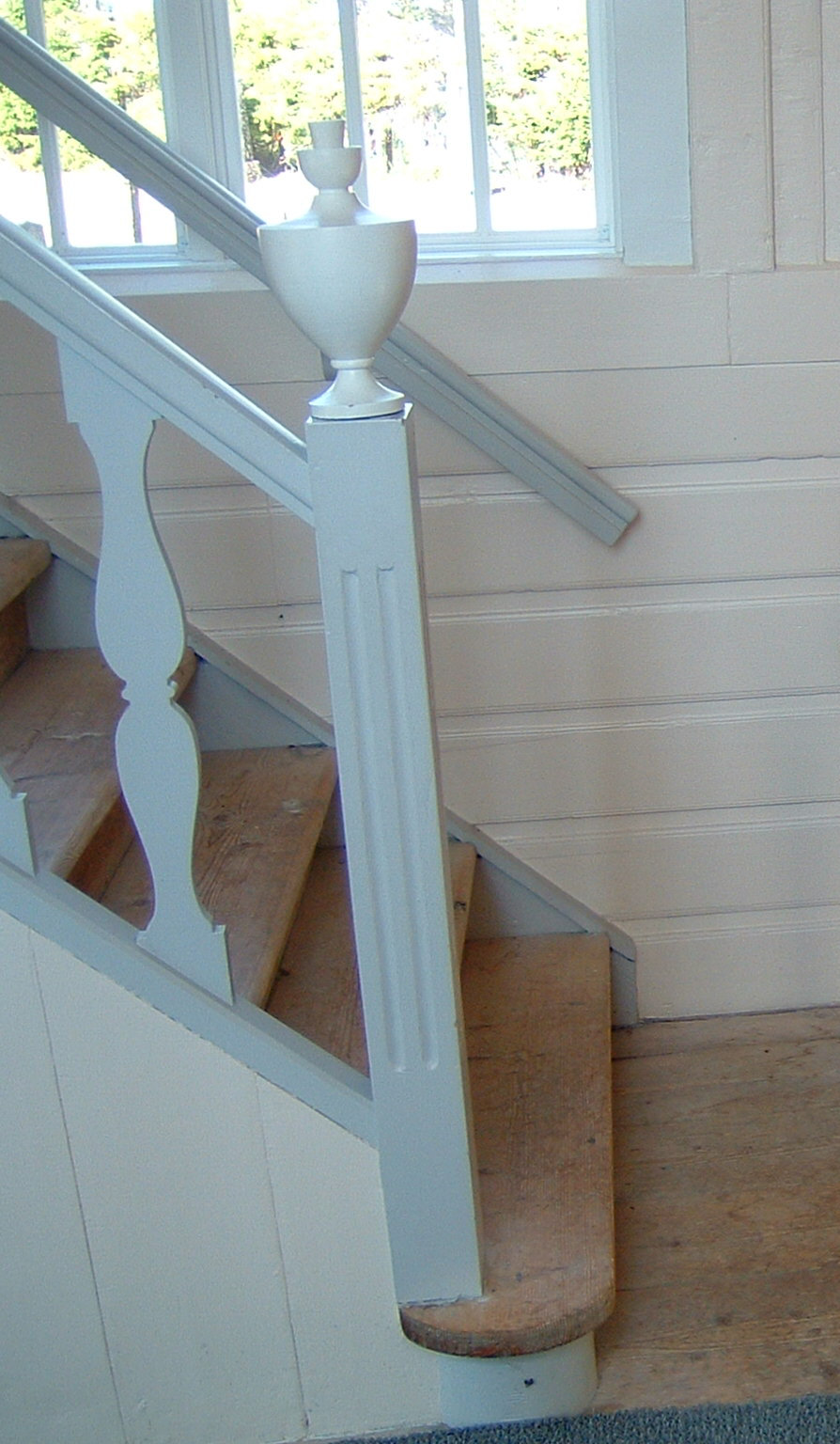
Upp till läktaren